# (1391) Carelia
(1391) Carelia ist ein Asteroid des Hauptgürtels, der am 16. Februar 1936 vom finnischen Astronomen Yrjö Väisälä in Turku entdeckt wurde.
Der Name des Asteroiden ist von der lateinischen Bezeichnung der russisch-finnischen Grenzregion Karelien abgeleitet.